# مجزرة سجن أبو سليم

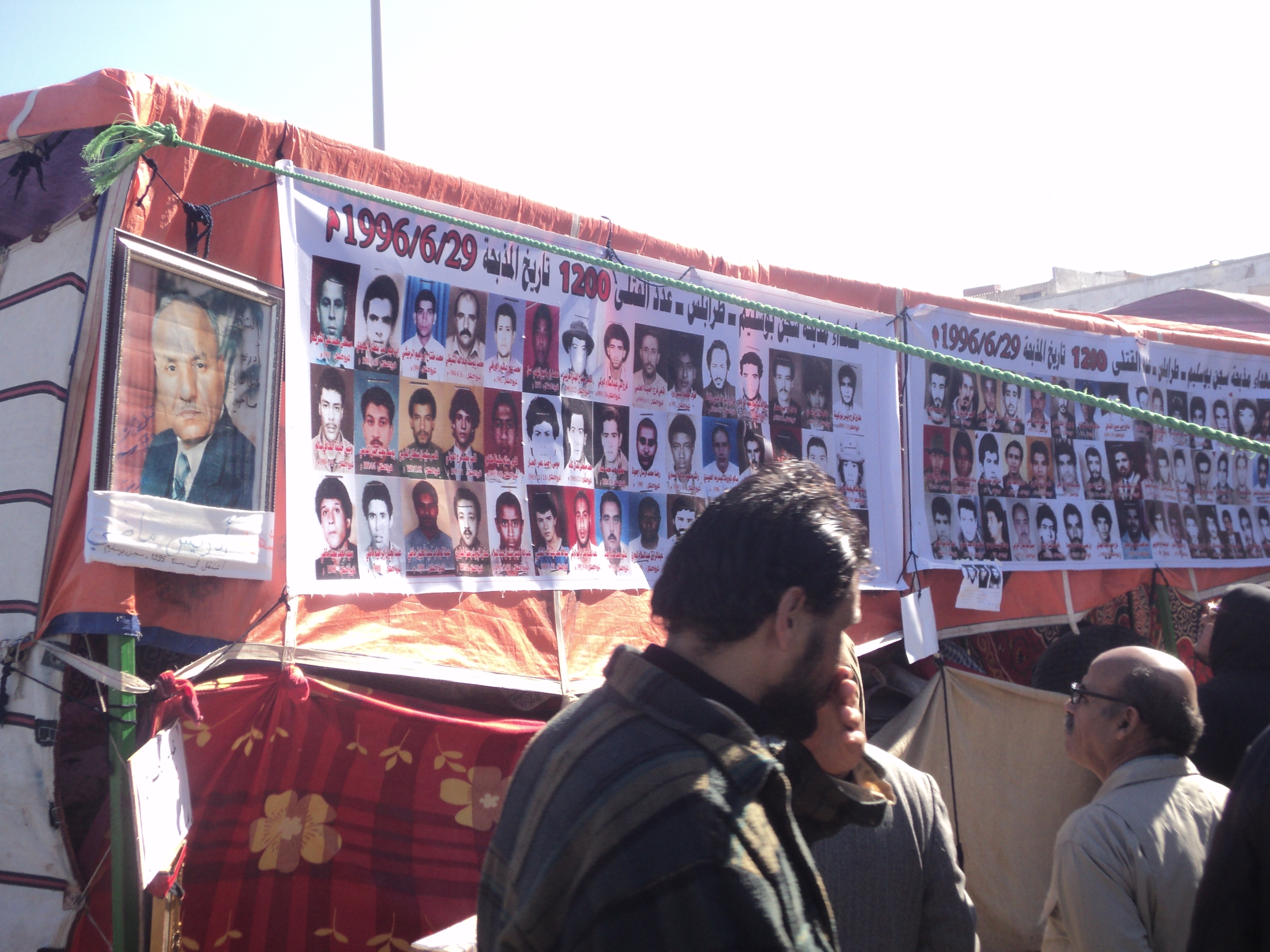
حشد من أهل بنغازي يشاهدون صوراً لضحايا مجزرة أبو سليم (الحرب الأهلية الليبية 2011)

مجزرة سجن بوسليم يعتقد أنها عملية قتل جماعية وقعت في 29 يونيو 1996م واعتبرت كأكبر انتهاك ارتكبه نظام العقيد معمر القذافي في ليبيا، حيث راح ضحيتها نحو 1269 معتقل معظمهم من سجناء الرأي. وتعد إحدى أبرز القضايا التي ألهبت مشاعر الثورة الليبية التي انطلقت منتصف فبراير 2011 م.

## أحداث
ووقعت المجزرة عندما داهمت قوات خاصة يوم 30 يونيو 1996 م سجن أبو سليم الواقع في ضواحي العاصمة طرابلس، وأطلقت النار على السجناء بدعوى تمردهم داخل السجن الذي يعد الأكثر تحصينا وحراسة في ليبيا. ثم قامت تلك القوات بدفن الجثث في باحة السجن وفي مقابر جماعية متفرقة في ضواحي طرابلس.
و أغلب السجناء القتلى مجرد سجناء رأى أو لا علاقة لهم بأى شئ لكن القليل ينتمى إلى جماعات إسلامية متعددة المشارب والاتجاهات. ورغم أن غالبيتهم ليبيون فإن من بينهم 4 فلسطينيين و 2 جزائريين و 1 تونسى و1 مصرى و 1 سودانى و 1 تشادى 1 أردنى .

## التكتم
طالب أهالي الضحايا ومنظمات حقوق الإنسان طيلة سنوات بالكشف عن مصير السجناء، إلا أن نظام معمر القذافي بقي يتكتَّم على الجريمة وينكر حدوثها ويمنع أي حديث عنها، حتى العام 2009 م عندما بدأ بإبلاغ أهالي القتلى نبأ وفاة أبنائهم.
وخلال عامي 2009 و2010 م صعّد أهالي الضحايا والمفقودين من تحركاتهم ووقفاتهم الاحتجاجية للمطالبة بمعرفة مصير جميع المعتقلين، والكشف عن أسباب الوفاة عبر تشريح الجثث، وفتح تحقيق يحدد المسؤوليات.

## التعويضات
في مواجهة الضغوط عرض النظام الليبي منح أهالي الضحايا تعويضات تقدر بـ120 ألف دينار ليبي (98 ألف دولار) للأعزب، و130 ألف دينار (106 آلاف دولار) للمتزوج، مقابل عدم مقاضاة أجهزة الدولة في الداخل والخارج.[بحاجة لمصدر]
لكن الأهالي تمسكوا بحقهم في معرفة ما جرى في السجن وأماكن دفن القتلى ومعاقبة المسؤولين.[بحاجة لمصدر]

## المحامي فتحي تربل
تولى قضية الدفاع عن الأهالي في مجزرة سجن أبو سليم محام ليبي اسمه فتحي تربل. وقامت السلطات الليبية باعتقاله يوم الثلاثاء 15 فبراير 2011 عشية الموعد المحدد لانطلاق الاحتجاجات الليبية في 17 فبراير والتي اندلعت للإطاحة بالنظام الليبي. فكان اعتقاله بمثابة الشرارة التي ألهبت الثورة. ثم أطلقت السلطات سراحه فجر اليوم التالي 16/2/2011 م بعد خروج مظاهرات في بنغازي تندد باعتقاله.
يروي فتحي تربل قائلاً عن المجزرة التي قتل فيها 1200 سجين بينهم أحد أشقائه وابن عمه وزوج شقيقته: «تمرد المعتقلون للمطالبة بشروط اعتقال أفضل وبمحاكمة عادلة وبالحق في تلقي زيارات»، مضيفا أن «هذا النظام القمعي والوحشي نفذ مجزرة بحقهم في ساعتين أو ثلاث ساعات وحاول طمس هذه الجريمة».
ومنذ ذلك الحين تولى فتحي تربل الذي «اعتقل سبع مرات منها عندما كان طالبا» تمثيل مجموعة من عائلات بنغازي، خسرت أفرادا أثناء المجزرة.

## شاهد عيان
- القتلى 1200 قتيلاً.[5]
- الجثث نقلت في شاحنات (ثلاجات) تابعة لشركة نقل اللحوم لتدفن في مقابر جماعية, وحسب التحقيقات مع المتورطين اكدو ان الجثث تم التنقيب عليها بعد عدة سنوات وتم طحن وتكسير العظام واشعلت النار بها لمدة ثلاثة أيام تحت درجة حرارة عالية قبل ذر رمادها في البحر بعد ذلك.
- أبرز المتهمين في المجزرة: خيري خالد، عبد الله السنوسي، خليفة حنيش، عمار لطيف، مصطفى الزائدي، موسى كوسا.
- استخدمت في هذه المجزرة رمانات (قنابل يدوية) وبنادق الكلاشنكوف ورشاشات الأغراض العامة والغدارات وغيرها.

لم يتول فتحي تربل الدفاع في قضية بوسليم بل الذي رفع الدعوى وترافع عن أهالي الضحايا هو المحامي عبد الحفيظ غوقة[بحاجة لمصدر].

## سجن أبو سليم
تعود تسمية سجن بوسليم إلى اسم منطقة بوسليم التي يوجد بها، وهي تقع إلى الغرب من العاصمة الليبية طرابلس.
وقد افتتح السجن عام 1984 م كمعسكر للشرطة العسكرية على مساحة تقدر بـ30 هكتارا، لكن مع ازدياد أعداد السجناء السياسيين أصبح يستخدم كمعتقل أيضا لسجناء الرأي والسياسة.
وخلافا لبقية السجون، لا سلطة لوزارة العدل الليبية على سجن بوسليم الذي يتولى الأمن الداخلي الإشراف عليه والمسؤولية عنه، وهو ما يشكل مخالفة للقانون الليبي الذي يعطي الوصاية عن السجون لوزارة العدل.